# Società sterminatrice
Società sterminatrice (It's Nice to Have a Mouse around the House) è un cortometraggio Looney Tunes uscito nel 1965, diretto da Hawley Pratt e scritto da John Dunn. Si tratta dell'ennesimo scontro tra Daffy Duck e Speedy Gonzales qui solo dentro la casa.

## Trama
Speedy Gonzales invade la casa della nonna e spinge Silvestro a un Esaurimento nervoso. Preoccupata per il benessere del suo gatto, la nonna invita il controllo dei parassiti Jet Age a rimuovere il roditore. A Daffy Duck è assegnato il lavoro.
Quando le trappole convenzionali falliscono, il determinato Daffy decide di usare una serie di aggeggi per catturare Speedy. Tuttavia, Speedy è sempre un passo avanti all'anatra, e Daffy finisce per ottenere il peggio dei suoi macchinari.
Daffy cerca di programmare un robot con una carta con l'immagine di Speedy, ma Speedy afferra un fumetto di Daffy Duck e inganna il robot per inseguire le anatre. Il robot insegue Daffy fuori di casa.

## Distribuzione

### Edizione italiana
Esistono tre doppiaggi italiani per il corto. Il primo risale al 1965, distribuito in lingua italiana nelle sale cinematografiche. Poi il secondo risale agli ottanta, dunque effettuato dalla Effe Elle Due. Nel 2003 il corto è di nuovo ridoppiato per la TV.

## Edizioni home video

### VHS
Il corto è prodotto in videocassetta, solo con il primo doppiaggio.